# Roy Babbington

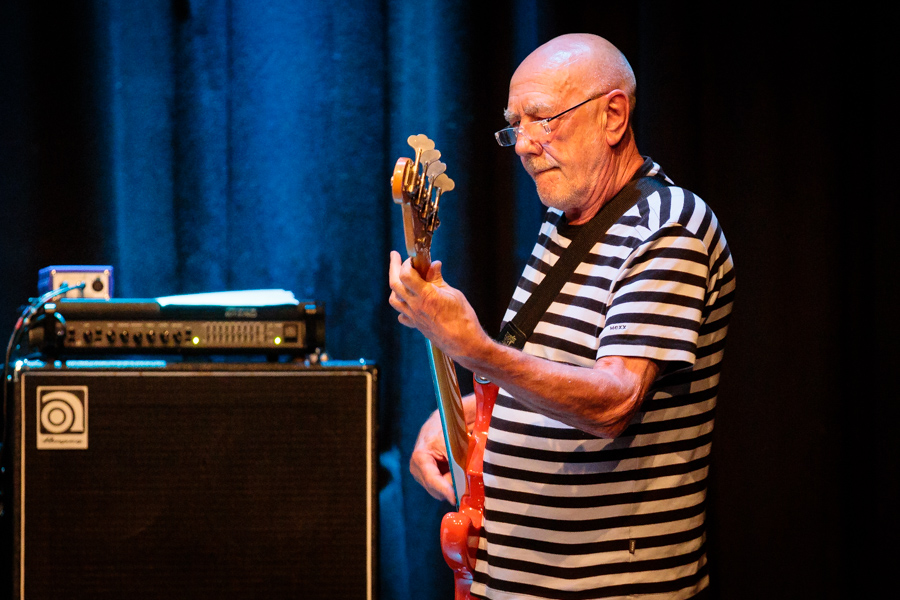
Roy Babbington (2018)
Bild: Tore Sætre

Roy Babbington (* 8. Juli 1940 in Kempston, Bedfordshire) ist ein britischer Bassist.

## Leben und Wirken
Babbington wurde bekannt durch seine Mitgliedschaft in der Artrock- und Jazzrock-Gruppe Soft Machine. Er begann zunächst als Kontrabassist in lokalen Jazz-Gruppen. Durch Alexis Korner erweiterte er seinen musikalischen Erfahrungshintergrund in den Bereich Blues und Rhythm ’n’ Blues und setzte nun verstärkt auch den E-Bass ein. Hier wurde der legendäre Fender-VI-Bass sein wichtigstes Instrument. Auf Empfehlung von Korner trat er der Band Delivery bei, die mit Phil und Steve Miller, Pip Pyle und Lol Coxhill eine der Keimzellen der Canterbury-Szene war. Er begann auch, mit Jazz-/Fusion-Musikern zu arbeiten wie Michael Gibbs und dem Sextett von Keith Tippett, auf dessen Alben er ebenso mitwirkte wie in Tippetts großformatigen Projekt Centipede (1971) und auf Elton Deans Album Just Us. Als Delivery sich 1971 nach Veröffentlichung eines einzigen Albums (Fools Meeting mit Carol Grimes) auflöste, trat Babbington der Jazzrock-Band Nucleus bei.
Er wirkte auf Alben von Mike d’Abo, Chris Spedding und des Folk-Sängers Harvey Andrews mit und gehörte vorübergehend zu den Gruppen „Schunge“, „Solid Gold Cadillac“ (von Mike Westbrook mit Spedding und Phil Minton) sowie „Ovary Lodge“ mit Keith und Julie Tippetts.

### Roy Babbington bei Soft Machine (bis 1976)
Durch seinen Jazz-Hintergrund bot er sich ideal für ein Mitwirken auf den Soft-Machine-LPs Fourth und Fifth an. Mit seinem Kontrabass schuf er in den Swing-Passagen des Stücks Teeth einen reizvollen Kontrast zum elektrischen Bass von Hugh Hopper, den er ab dem Album Seven (1973) schließlich ganz ersetzte. Babbingtons deutliche Funk- und Rockbetonungen auf dem E-Bass ergänzten sich ideal mit den Jazzrock-Ambitionen von Karl Jenkins und der Schlagzeugarbeit von John Marshall. Ebenso zeigt er in Stücken wie Down The Road und As If beeindruckend die klanglichen Möglichkeiten des gestrichenen Kontrabasses auf.

### Seit 1976
Gemeinsam mit Charles Austin und Joe Gallivan nahm er 1977 das Album Home from Home (Ogun 1979) auf. 1979 wirkte er auf dem Album Welcome To The Cruise von Judie Tzuke mit. In den achtziger und neunziger Jahren kehrte Babbington wieder zu seinen Ursprüngen zurück – zum Kontrabass und zum reinen Jazz. Zu hören ist Roy Babbington außerdem auf Aufnahmen von Barbara Thompson, Carol Grimes, Elvis Costello und der BBC Big Band. Ebenso wirkte er 2001 im Trio von Mose Allison mit.
2008 spielte er bei Soft Machine Legacy und ersetzte Hugh Hopper nach dessen Tod als E-Bassist der Band. Ende 2021 setzte er sich zur Ruhe.